# Ouragan Frances (1992)
Pour les articles homonymes, voir Ouragan Frances (homonymie).
L’ouragan Frances est le dixième et dernier système tropical de la saison cyclonique 1992 dans l'océan Atlantique nord. 
Il s'est formé au sud-sud-est des Bermudes le 18 octobre 1992 et est devenu une tempête tropicale le 23, recevant ainsi le sixième un nom de la saison. Après avoir atteint son maximum d'intensité le 24 octobre, avec des vents de 140 km/h, il s'est dirigé vers le nord-est au-dessus d'eaux froides et s'est affaibli considérablement. Il est devenu un cyclone extratropical le 27 octobre.
Un voilier s'est retrouvé dans sa trajectoire et un marin a été blessé.